# Evergreen Sportsplex
Evergreen Sportsplex é um complexo esportivo de 44 acres em Leesburg, Virginia, Estados Unidos . A instalação possui quatro campos de jogo certificados pela FIFA, um campo de aventura com cordas e tirolesas e um estádio para 1.500 lugares. 
O estádio, chamado de Cropp Metcalfe Park, é um estádio de três andares com arquibancada, vestiários e iluminação de qualidade de transmissão. "The Cropp" também possui uma churrascaria, VIP Skybox, um saguão central coberto, escritórios e uma pequena loja de artigos esportivos.
O complexo abriga uma variedade de esportes, incluindo lacrosse, futebol americano e futebol. No início de 2017, foi anunciado que o FCBEscola, um programa de treinamento de futebol afiliado ao FC Barcelona, havia chegado a um acordo para se tornar um inquilino permanente do parque. No início de 2018, o Northern Virginia United anunciou que o Cropp Metcalfe Park no Evergreen Sportsplex serviria como estádio do clube para sua temporada inaugural de jogo na National Premier Soccer League. O Evergreen FC também manda as partidas no estádio.
A instalação também abrigou os programas de desenvolvimento de verão do DC United, jogos de futebol profissional e uma partida amistosa de alto nível entre o Washington Spirit da National Women's Soccer League e a potência do futebol feminino da NCAA, Divisão I, Universidade da Carolina do Norte.